# Vogelvide
De vogelvide of huismussenbehuizing is een type door mensen gefabriceerde broedruimte voor huismussen. Het zijn elementen van een meter lang met twee invliegopeningen per meter, die bedoeld zijn om gemonteerd te worden onder de laagste rij pannen van een dak. Vogels hebben hierdoor weer de mogelijkheid om onder de pannen te nestelen, maar kunnen niet verder onder het dak gaan. Het is een ontwerp van ingenieursbureau Comfortdak, in samenwerking met Vogelbescherming Nederland en producent van dakpannen en daksystemen Monier.
Het aantal huismussen in onder meer Nederland is aan het eind van de twintigste eeuw drastisch afgenomen. Een belangrijke oorzaak hiervan is dat de bouw van huizen zodanig gewijzigd was dat de mussen geen nestplaats meer konden vinden tussen de dakpannen.
Op 14 februari 2006 werd de vogelvide in Noordwijk door de Nederlandse vogelbescherming gepresenteerd. Eerst werd een proef in meer dan honderd huizen in verschillende steden in Nederland geplaatst worden. Tijdens de testfase werd het verloop van het experiment door SOVON Vogelonderzoek Nederland gevolgd. Pas toen bleek dat de broedruimte in de praktijk door mussen te worden gebruikt werden ze in 2009 in productie genomen. 